# Inés Moreno
Inés Moreno (Buenos Aires, 3 de julio de 1932-Ib., 20 de diciembre de 2020) fue una actriz argentina de teatro, cine y televisión, de la llamada Época de Oro del cine argentino.

## Biografía
Durante su carrera actuó junto a destacados actores de la época como José Marrone, Miguel Gómez Bao, Augusto Codecá, Juan Carlos Thorry, Elina Colomer, José Cibrián, Nelly Meden, Patricia Castell, Gabriela Gili, Enrique Kossi, Alba Mujica, Rodolfo Ranni, Osvaldo Miranda, Julia Sandoval, Julio Arroyo, Eduardo Sandrini, Luis Sandrini, Narciso Ibáñez Menta y otros.
Debido a su gran belleza fue portada de reconocidas revistas de la época, como Radiolandia o Antena.
Fue una de las protagonistas del famoso ciclo "Ocho estrellas en busca del amor "  junto a Lautaro Murua, Fernanda Mistral, Alba Castellanos, Alberto Argibay y José María Langlais.
En 1957 se casó con el actor Juan Carlos Barbieri, con quien tuvo a su hija, la también actriz Andrea Barbieri. Tiempo después se separa de Barbieri para formar pareja con el conductor Lucho Avilés.
Se retiró de la actividad artística a comienzos de la década de 1990 y casi nunca más volvió aparecer en un medio artístico. Falleció tras complicaciones en su salud el 20 de diciembre de 2020 a los 88 años.

## Filmografía
- 1947: La serpiente de cascabel
- 1950: La doctora Castañuelas
- 1951: Escándalo nocturno
- 1951: El complejo de Felipe
- 1958: Isla brava
- 1958: Detrás de un largo muro, como Teresa
- 1958: Hay que bañar al nene
- 1960: Obras maestras del terror, como Teresa Samivet
- 1960: Chafalonías
- 1961: Don Frutos Gómez
- 1961: Libertad bajo palabra
- 1962: El televisor
- 1962: El rufián, como Herminia
- 1962: Mate Cosido
- 1963: Una excursión a los indios ranqueles (inconclusa)
- 1963: Alias Flequillo, como Onorata Berti (a' La Pelipeli)
- 1964: Tres alcobas
- 1964: Los viciosos
- 1965: Ahorro y préstamo... para el amor, como Irene
- 1968: Coche cama alojamiento
- 1969: Flor de piolas

## Televisión
Moreno debutó en la pantalla chica en 1955 y tuvo una amplias participaciones en numerosas series televisivas de la década de 1960, 70 y 80 como son:
- 1955: Teatro universal, en el episodio "Los días felices".
- 1956: Teatro del sábado.
- 1957: Comedias breves
- 1958: Field’s College 1958 como Babs
- 1958: Un padrino en busca de una boda
- 1959: Las grandes novelas del terror / Obras maestras del terror, en el episodio "El tonel de amontillado".
- 1960: El hacha de oro
- 1960: Las sombras
- 1962: Un hombre encantador: Las aventuras de Landrú
- 1963: Teleteatro, en el episodio Provocar a Dios con Jorge Salcedo y Pedro Buchardo.
- 1964: El día nació viejo
- 1964: Ciclo Ocho: Estrellas en busca del amor, episodios "Historia de tres encuentros", "Tres destinos", "El trébol de oro"  y "Tres vidas para una muerte".
- 1964: Teleteatro Lux, episodio Prohibido y más aún
- 1969/1972: El botón
- 1970: El monstruo no ha muerto
- 1970: Otra vez Drácula
- 1970: El ojal
- 1972: Malevo
- 1973: Humor a la italiana, en los episodios "La novia llegó en canoa" y "Un fresco entró por la ventana".
- 1976: El gato
- 1981: Gabriela, como Josefina vda. de Saavedra
- 1984: Yolanda Luján, como Olivia Borges
- 1986: El hombre que amo, como Coca
- 1987: La cuñada
- 1991: Chiquilina mía

## Teatro
- El gigante de Amapola (1945).
- Escalera a dos puntas (1955), estrenado en el Teatro Smart, con la Compañía Argentina de Comedias encabezada por Ángel Magaña con Nelly Panizza, Alejandro Maximino, Norma Giménez y Fernando Siro.
- Diálogos de carmelitas (1956), con Gloria Bayardo, Lalo Hartich, Susana Campos, Antonia Herrero, Rafael Salerno y Elena Travesi.
- Amorina (1958), con la Compañía Argentina de Comedia Tita Merello, con Alberto Bello, Mario Lozano, Miriam de Urquijo, Julián Bourges, Elsa Piusella, Alfredo Aristu y  Graciela Vernier.
- La leyenda de Juan Moreira (1958/59), con la Compañía de Francisco Petrone, con Pascual Nacaratti, Jorge Sobral, Mariano Monclús, Luis Corradi, Juan P. Venturino, Armando Parente, Utimio Bertozzi, José María Langlais, Hugo Ares, Fernanda Langlais.[4]
- Aprobado en castidad  (1960)
- Ejercicio humorístico (1971), con la dirección de los hermanos Gerardo y Hugo Sofovich. Junto a Javier Portales, Adolfo García Grau y Nelly Beltrán. Fue presentada en el Teatro La Comedia (Rosario).